# Разбитый Котёл
Разбитый Котёл — село в Лазаревском районе муниципального образования город-курорт Сочи Краснодарского края России. Входит в состав  Волковского сельского округа .

## География
Село находится в западной части края,  в предгорной зоне Причерноморского побережья, у реки Мамайка

## История
Согласно Закону Краснодарского края от 1 апреля 2004 года № 679-КЗ  село Разбитый Котёл вошло в состав образованного муниципального образования  город-курорт Сочи.

## Население
| 2002 | 2010 |
| ---- | ---- |
| 480  | ↗539 |

Национальный состав
Согласно результатам переписи 2002 года, в национальной структуре населения армяне составляли 75 % от 480 жителей.

## Инфраструктура
Дом культуры. 
Развит туризм.
Разведение охотничьих собак.

## Транспорт
Доступен автомобильный транспорт. Остановка автобусных маршрутов 144 и 152  (на декабрь 2019).